# Daniël Boissevain
Daniël Boissevain est un acteur néerlandais né le 29 juin 1969 à Amsterdam (Pays-Bas).

## Filmographie
- 1993 : Angie : Alex, frère ainé d'Angie
- 1996 : Tijd van leven (série TV) : Johnny Evers (âgé)
- 1996 : Zeemeerman, De : De Zeemeerman
- 1997 : All Stars : Johnny Meeuwissen
- 1999 : Westenwind (série TV) : Victor Wijndels (1999)
- 2000 : Lek : Wout
- 2001 : Ochtendzwemmers (en) (téléfilm) : Bing
- 2001 : Chalk (court métrage) : Prisonnier
- 2001 : La Découverte du ciel (The Discovery of Heaven) : Meurtrier de Helga
- 2002 : Bella Bettien : Beto
- 2003 : Brush with Fate (TV) : Sol
- 2004 : Psycho-Traqueurs (Mindhunters) : Deuxième homme dans le bar
- 2005 : Boy Meets Girl Stories #7: Ontwaken (TV)
- 2005 : Beggar : Richard